# Igor Ondříček

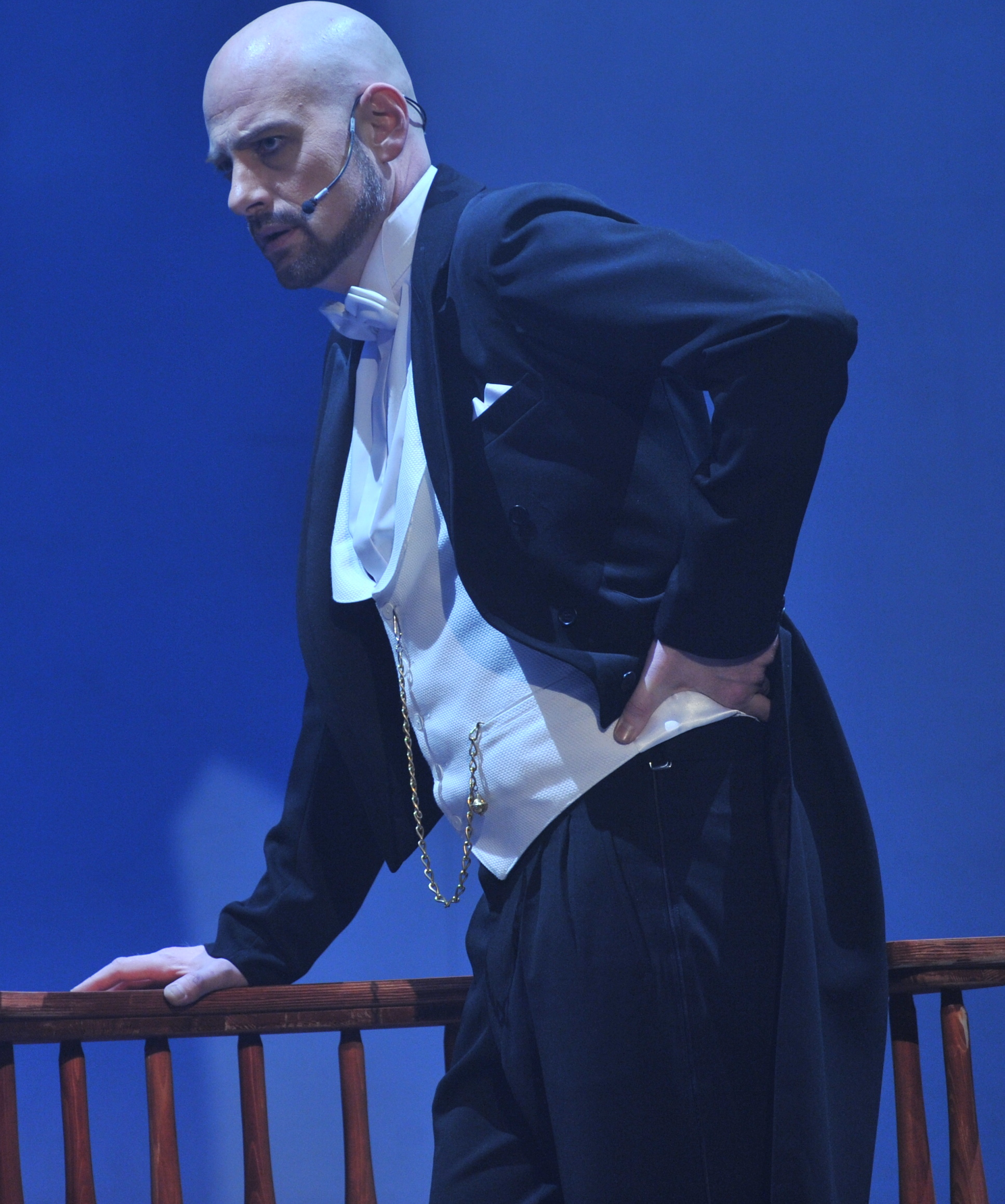
Igor Ondříček (Hello, Dolly!)

Igor Ondříček (* 6. listopadu 1971 Prostějov) je český divadelní a filmový herec.
Po absolvování gymnázia vystudoval v roce 1994 obor syntetické žánry (dnešní muzikálové herectví) na Divadelní fakultě Janáčkovy akademie múzických umění v Brně u Zdeny Herfortové a Stanislava Moši.
Od roku 1994 působí v Městském divadle Brno. Od 1. července 2003 vede soubor zpěvohry v Městském divadle Brno. Byl čtyřikrát zvolen nejoblíbenějším hercem MdB a to v sezónách 1996/1997, 2002/2003, 2003/2004 a 2007/2008.

## Role vMěstském divadle Brno
- Hello, Dolly! – Horác Vandergelder
- Charleyova teta – Babberly
- Škola základ života (hudební komedie) – Tonda Holous
- Bídníci – Javert
- Kvítek z horrroru – Orin
- Tři mušketýři – Athos
- Charleyova teta – lord Fancourt Babberly
- Cyrano z Bergeracu (drama) – Cyrano
- Jesus Christ Superstar – Kaifáš
- Čarodějky z Eastwicku (muzikál) – Clyde
- Brouk v hlavě – Kamil Chamboissy
- Papežka – Arseniu
- My Fair Lady (ze Zelňáku) – Bedřich Škoda
- Pokrevní bratři – Pan Lyons
- Funny Girl – Eddie Ryan
- Sny svatojánských nocí – Théseus
- Markéta Lazarová – Proutkař
- Cabaret – Kabaretiér
- Mefisto – Hans Miklas
- Flashdance (muzikál) – Johny
- Donaha! – Harold Nichols
- Let snů LILI – Robert/Oberon
- The Addams Family – Lurch

## Hostování
- Národní divadlo Praha – Lucrezia Borgia: Césare Borgia
- Národní divadlo v Brně – Zpívání v dešti – Don Lockwood
- Divadlo u stolu – Macbeth – Macduf
- Východočeské divadlo Pardubice – Strakonický dudák – Švanda
- Divotvorný hrnec – Woody
- G – Sudio – Viva Broadway night I. a II.
- Koncerty s Filharmonií Brno a Filharmonií Bohuslava Martinů ve Zlíně

## Česká televize
- Duhová panna
- Sedmero krkavců
- Sen o krásné panně
- Četnické humoresky
- Jak kováři přišli k měchu
- Zakletý vrch
- O princezně se zlatým lukem